# Monte Palombino
Il monte Palombino (2.600 m s.l.m. - Porze in tedesco) è una montagna delle Alpi Carniche. Si trova nella catena carnica principale, lungo il confine tra l'Italia (Comelico in provincia di Belluno) e l'Austria (Tirolo). Fu un fronte di guerra durante la prima guerra mondiale.

## Salita alla vetta
La salita alla vetta dal versante nord (austriaco) può essere effettuata partendo dalla Porzehütte (1.942 m).
Oppure da Casera Melin (m. 1673), si segue il sent. n° 144 giungendo in breve ad un bivio con il sent. 165 seguendo lo stesso verso il Passo Palombino (m. 2.035) da dove sale il versante meridionale del monte, lungo il sent. n° 142, attraversando pascoli e bosco e  variatissima flora. Si passa accanto alle vecchie postazioni da dove gli alpini partirono alla conquista della vetta, e salendo ancora si supera i cosiddetti “Muri del Palombino” e per creste si arriva in vetta.